# Roger Jones (inspecteur général)
Pour les articles homonymes, voir Roger Jones.
Roger Jones (25 février 1831-26 janvier 1889) a été inspecteur général de l'armée américaine (US Army) de 1888 à 1889. Son père, qui porte le même nom, a été adjudant général de l'armée américaine de 1825 à 1852.
Jones, cousin de Robert E. Lee, est diplômé de l'Académie militaire des États-Unis en 1851 et devient sous-lieutenant (Second lieutenant) dans la cavalerie. Il sert au Nouveau-Mexique, où il participe à l'expédition de Gila. En 1861, alors qu'il est chargé du recrutement à Carlisle Barracks (Caserne de Carlisle), en Pennsylvanie, il reçoit l'ordre d'emmener un détachement de recrues à Harpers Ferry, en Virginie, afin de protéger l'arsenal de la prise par les miliciens de Virginie qui approchent. Incapable de se défendre contre une force écrasante, il ordonne la destruction des armes et des stocks et se retire en Pennsylvanie.
Jones a passé le reste de sa carrière dans diverses fonctions de recruteur, d'intendant et d'inspecteur général, devenant inspecteur général de l'armée américaine en 1888.
Il meurt l'année suivante le 26 janvier 1889 à Fort Monroe, Virginie et est enterré au cimetière national d'Arlington (Arlington National Cemetery).

## Source
- (en) Cet article est partiellement ou en totalité issu de l’article de Wikipédia en anglais intitulé « Roger Jones (Inspector General) » (voir la liste des auteurs).